# 버지니아 폭스
버지니아 폭스(Virginia Fox, 1902년 4월 2일 ~ 1982년 10월 14일)는 미국의 배우, 영화배우이다.
휠링에서 태어났으며 팜스프링스에서 사망하였다. 사인은 혈전증이다.

## 영화
- 사랑의 보금자리 (1923년)
- 대장장이 (1922년)
- 일렉트릭 하우스 (1922년)
- 경찰 (1922년)
- 불운 (1921년)
- 제물 (1921년)
- 유령 들린 집 (1921년)
- 극장 (1921년)
- 이웃 (1920년)